# 対立教皇ウィクトル4世 (後代)
ウィクトル4世（生没年不詳）は、ローマ教皇であるアレクサンデル3世の対立教皇である（在位：1159年 - 1164年）。

## 生涯
神聖ローマ皇帝であるフリードリヒ1世（バルバロッサ・赤髭王）と教皇のアレクサンデル3世は激しく対立していたが、フリードリヒ1世はアレクサンデル3世に対抗するため擁立した教皇が、ウィクトル4世であった。
このウィクトル4世は1138年に即位した同名の対立教皇とは別人であり、先代が同名であることからウィクトル5世ともいわれる。